# (2021) Poincaré
(2021) Poincaré es un asteroide perteneciente al cinturón de asteroides descubierto el 26 de junio de 1936 por Louis Boyer desde el observatorio de Argel-Bouzaréah, Argelia.

## Designación y nombre
Poincaré se designó inicialmente como 1936 MA.
Posteriormente fue nombrado en honor del matemático francés Henri Poincaré (1854-1912).

## Características orbitales
Poincaré está situado a una distancia media del Sol de 2,309 ua, pudiendo acercarse hasta 1,802 ua. Su inclinación orbital es 5,488° y la excentricidad 0,2196. Emplea 1282 días en completar una órbita alrededor del Sol.